# 板倉勝任
板倉 勝任（いたくら かつとう）は、江戸時代中期の大名。陸奥国福島藩5代藩主。重昌流板倉家第8代。

## 略歴
板倉勝里の次男として誕生した。
明和2年（1765年）、兄・勝承の死により家督を相続したが、翌明和3年（1766年）に死去した。正室、実子はなし。任官前に死去している。

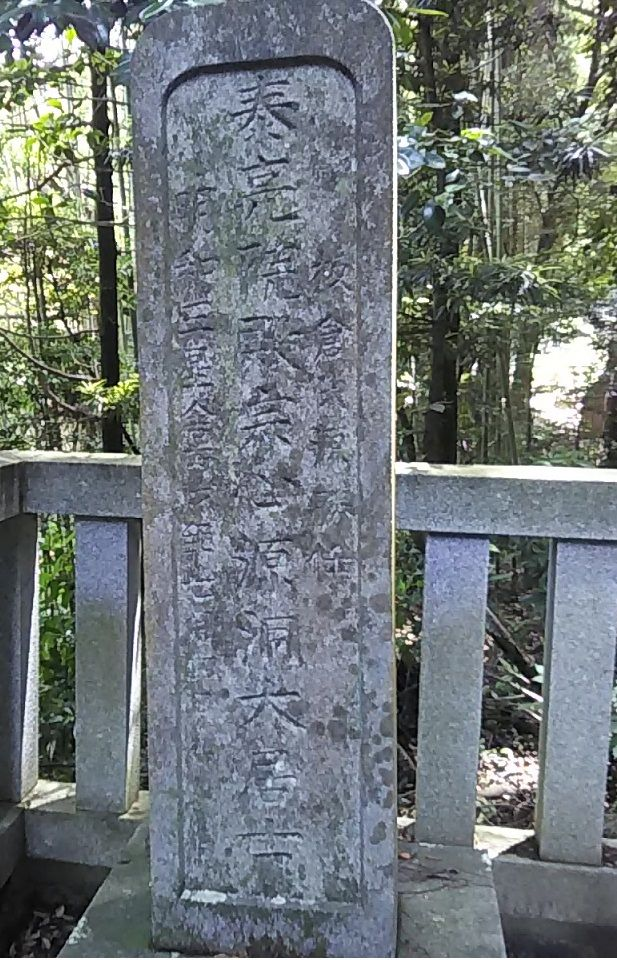
板倉勝任の墓(西尾市長圓寺)

歌人であり「板倉勝任詠草」を遺した。本家筋にあたる備中国松山藩主・板倉勝澄の四男の勝行が養子となり跡を継いだ。

## 系譜
父母
- 板倉勝里（父）
- 辰 - 相馬昌胤の娘（母）

養子女
- 板倉勝行 - 板倉勝澄の四男
- 一柳末英正室 - 板倉勝承の娘